# David Boyle (cầu thủ bóng đá)
David Walker Boyle (24 tháng 4 năm 1929 – 16 tháng 11 năm 2009) là một cầu thủ bóng đá người Anh thi đấu ở vị trí tiền đạo tầm xa cho Newcastle United, Berwick Rangers, Barnsley, Crewe Alexandra, Chesterfield, Bradford City, Scarborough và Bacup Borough.

## Tham khào
1. ↑  "David Boyle". Barry Hugman's Footballers. Truy cập ngày 5 tháng 3 năm 2017.
2. ↑  David Boyle tại Cơ sở dữ liệu cầu thủ English & Scottish Football League
3. ↑  "Chesterfield F.C. – David Boyle, 1929–2009". Bản gốc lưu trữ ngày 2 tháng 9 năm 2012. Truy cập ngày 15 tháng 1 năm 2019.